# 2011-es virginiai földrengés
A 2011-es virginiai földrengés egy 5,8-as erősségű földmozgás volt 2011. augusztus 23-án 13.51-kor az Egyesült Államok keleti partvidékén. A földrengést, amelynek epicentruma a virginiai Mineral városka közelében, mintegy hat kilométeres mélységben volt, érezni lehetett Chicagóban, New Yorkban, Atlantában és Washingtonban. Néhány órával a főrengés után három, 2,8-es, 2,2-es, illetve 4,2-es erősségű utórengést észleltek.
Az USGS szerint a földrengés (együtt az 5,8-as erősségű 1944-es Cornwall-Massena földrengéssel, ami a NY-Ontario határon történt) az elmúlt 114 év legnagyobb földrengése volt az USA Sziklás-hegységtől keletre fekvő részén, az 1897-es, 5,9 vagy 5,8 magnitúdós virginiai rengés óta.
A földrengés során emberéletben nem esett kár, de üvegkárok és csőrepedések keletkeztek még az epicentrumtól 150 km-re fekvő Washingtonban is, ahol kiürítették a Capitolium épületét és a Pentagont is. Az epicentrumtól 20 km-re lévő North Anna atomerőmű reaktorai a földrengés pillanatában automatikusan leálltak, és mivel az erőmű elvesztette külső áramellátását, a biztonsági berendezéseket dízelhajtású tartalékgenerátorokra kapcsolták. A vizsgálatok megállapították, hogy a földrengés néhány centiméterrel megmozdította az egyik 115 tonnás vasbeton nukleárishulladék-tárolót.